# Christkönig (Bredelar)

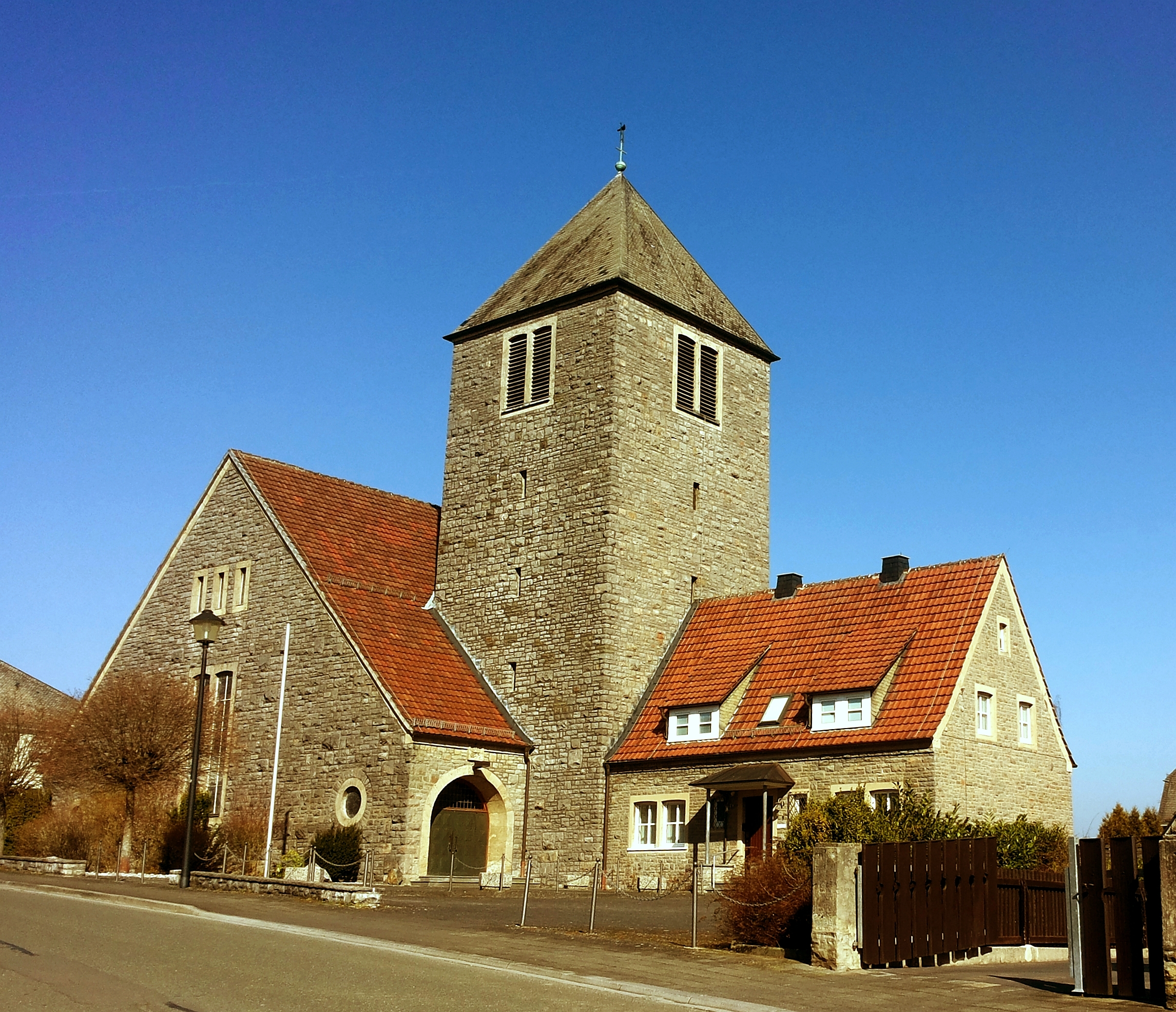
Pfarrkirche Christkönig

Die katholische Kirche Christkönig ist Pfarrkirche und ein denkmalgeschütztes Kirchengebäude in Bredelar, einer Ortschaft in Marsberg im Hochsauerlandkreis (Nordrhein-Westfalen). Die Kirchengemeinde gehört zum Pastoralen Raum Marsberg im Dekanat Hochsauerland-Ost im Erzbistum Paderborn.

## Geschichte
Die Kirchengemeinde wuchs zum Ende des 19. Jahrhunderts stark an, ausschlaggebend dafür waren die Ansiedlungen von Industrieanlagen. Industriebetriebe, wie das Zechitwerk und die Eisengießerei sowie die neue Bahnstation, begünstigten den Bevölkerungszuwachs. So kam nach dem Ersten Weltkrieg der Wunsch nach einer eigenen Kirche auf und es wurde ein Kirchenbauverein gegründet, der 1927 ein geeignetes Grundstück kaufte. Allerdings kam das Projekt wegen der politischen Verhältnisse und des Zweiten Weltkrieges nicht zum Tragen. Nach dem Ende des Krieges siedelten sich viele Vertriebene, vor allem aus Schlesien, im Raum Bredelar an und die Zahl der Katholiken stieg stark an. Die Pläne für die Kirche fertigte der Paderborner Architekt Josef Lucas aus Paderborn, der erste Spatenstich erfolgte am 12. September 1946, die Grundsteinlegung am 15. Juni 1947. Die erste katholische Messe konnte am 12. September 1948 gefeiert werden.
Bei der Umgestaltung des Chorraumes im Jahr 1968 wurde der Standort des Tabernakels in das Seitenschiff verlegt, eine umfangreiche Renovierung fand 1980 statt. Die Chorwand ist eine Arbeit des Bildhauers Jürgen Suberg. Nikolaus Bette schuf 1980 verschiedene Fenster in Antikglas und Blei als freie Komposition.

## Orgel
Die Orgelbaufirma Walcker baute um 1947 eine Pfeifenorgel mit mechanischer Spiel- und Registertraktur ein, das Instrument besitzt ein Manual.